# Communauté de communes Brame-Benaize
La communauté de communes Brame-Benaize est une ancienne communauté de communes française, située dans le département de la Haute-Vienne, en région Nouvelle-Aquitaine. Créée en 2004, elle disparaît en 2017.

## Histoire
La communauté de communes Brame-Benaize naît le 23 décembre 2004 de la fusion de deux communautés de communes : Benaize et Pays magnachon. Elle disparaît au 1er janvier 2017, à sa fusion avec la communauté de communes de la Basse Marche et la communauté de communes du Haut Limousin au sein de la nouvelle communauté de communes Haut-Limousin en Marche.

## Composition
À sa disparition, elle regroupait 15 communes : 
- Arnac-la-Poste
- Cromac
- Dompierre-les-Églises
- Droux
- Jouac
- Les Grands-Chézeaux
- Lussac-les-Églises
- Magnac-Laval
- Mailhac-sur-Benaize
- Saint-Georges-les-Landes
- Saint-Hilaire-la-Treille
- Saint-Léger-Magnazeix
- Saint-Martin-le-Mault
- Saint-Sulpice-les-Feuilles
- Villefavard